# 香川親和
香川親和（かがわ ちかかず，1567年—1587年）是安土桃山時代的武將。長宗我部元親的次男。

## 生涯
永祿十年（1567年）出生，是戰國土佐國大名長宗我部元親的次男。
天正六年（1578年），長宗我部元親進攻讚岐國。天正九年（1581年），元親與西讚岐4郡的守護代香川之景（信景）達成和解，作為和睦條件，元親將親和送至香川氏，並以養子身分繼承香川氏名號。這時一般稱他為香川五郎次郎（「五郎次郎」為香川宗家的通字）。
親和率領香川氏的軍隊於讚岐中西部各地轉戰，對於壓制讃岐卓有貢獻，同时，在加强與東伊予豪族金子元宅的同盟方面也立下了赫赫戰功。
天正十三年（1585年），在豐臣秀吉發動四國征伐時，親和丟下天霧城和讃岐的領地逃回岡豐城。戰後長宗我部氏降伏，香川氏遭到改易，親和被送至大和郡山當作人質，訖天正十四年（1586年）才返回岡豐。元親贈予親和幡多郡山田鄉地區作為領地，親和在岡豐城下的東小野村，與家臣中間藤左衛門、山地利庵等人一起居住。同年，長兄長宗我部信親在戶次川之戰戰死，豐臣秀吉向元親發出朱印狀，促請他讓親和繼承家督。然而，元親卻不赞同這個提議，最終並決定讓他最寵愛的四子長宗我部盛親繼承家督。
不久親和生病，於天正十五年（1587年）在岡豐城去世。
關於親和的死因說法不一，有一種說法認為他是因為遭受家督繼承問題的衝擊而患病逝世。另外也有因無法繼承家督而絕食、出於為長宗我部家考慮而絕食、遭元親毒殺等等。親和的遺體並沒有埋葬在家族墓地，而是埋在岡豐山腳下的一個小墓碑下。